# フルーツカード
フルーツカード(fruit curd)は、レモン、ライム、オレンジ、タンジェリン等の柑橘類から作られたデザートである。パッションフルーツ、マンゴー、ラズベリー、クランベリー、ブラックベリー等を用いることもある。

## 概要
基本的な材料は、卵黄、砂糖、果汁、果皮である。これらを一緒に煮詰め、その後冷やして、柔らかく滑らかなスプレッドを形成させる。卵白やバターを加えるレシピもある。
19世紀末から20世紀初頭のイングランドでは、伝統的にアフタヌーンティーの際にパンやスコーンとともに、ジャムの代わりに家庭で作ったレモンカードを食べることがある。また、ケーキのフィリング、小さなペイストリー、タルト等にも使われる。手作りのレモンカードはジャムほど保存ができないので、通常は少量ずつ作られていたが、近年では冷蔵庫を使うことによって、大量に作ることができるようになった。市販のカードには、しばしば保存料や増粘剤が添加される。
今日でもカードは、パン、スコーン、トースト、ワッフル、クランペット、パンケーキ、マフィン等に塗るスプレッドとして人気がある。デザートやヨーグルトの味付けにも用いられる。レモンカードとメレンゲから作るレモンメレンゲパイは、19世紀以来、イギリスとアメリカ合衆国で人気がある。
カードは、パイのフィリングやカスタードとは、果汁や果皮の割合が多く風味が強い点で異なる。また、バターを含むカードは、増粘剤としてバターではなくコーンスターチや小麦粉を用いるパイのフィリングやカスタードよりも滑らかでクリーミーである。さらに、カスタードとは異なり、カードはそれ自体で食べるものではない。

## 画像ギャラリー

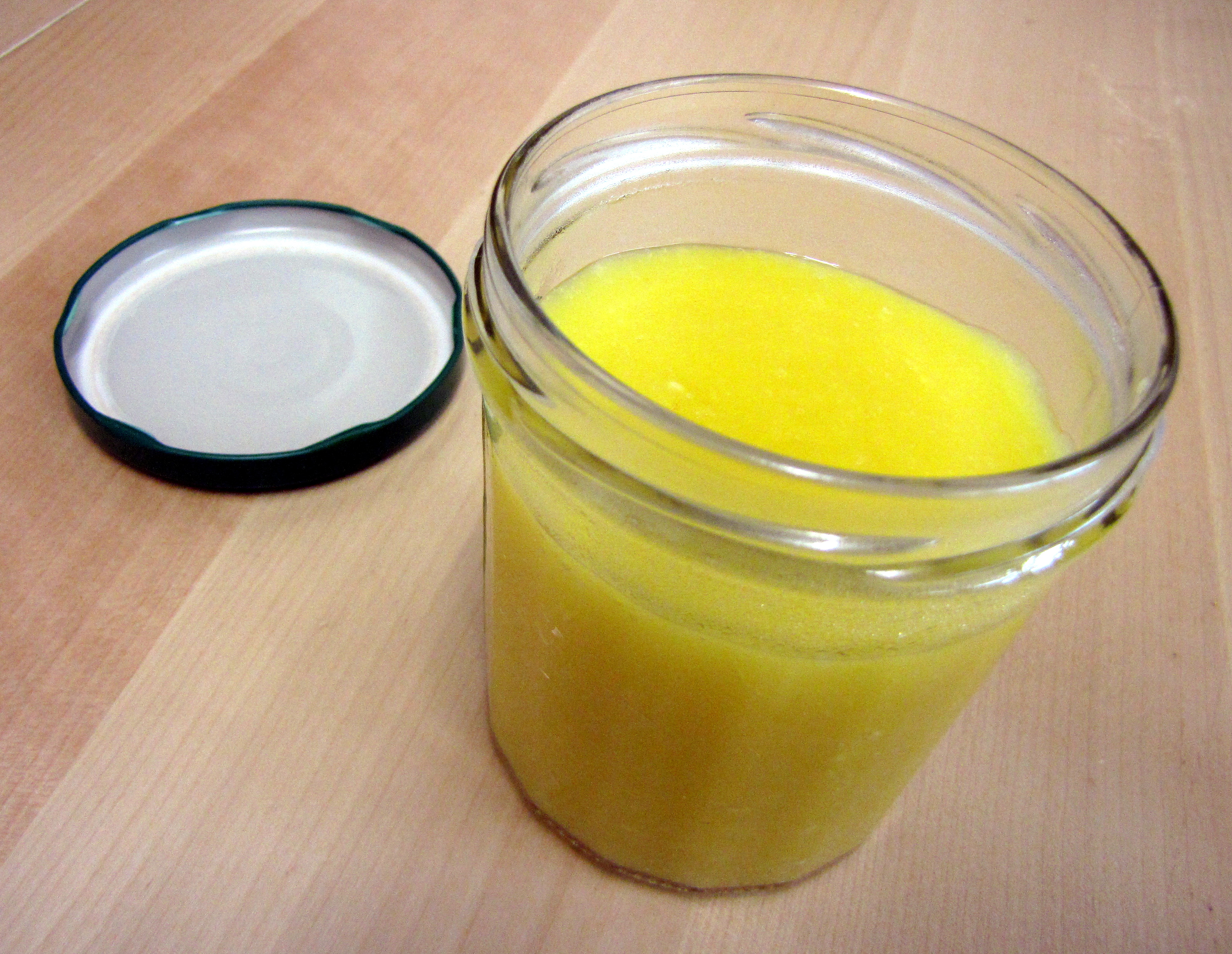
レモンカード
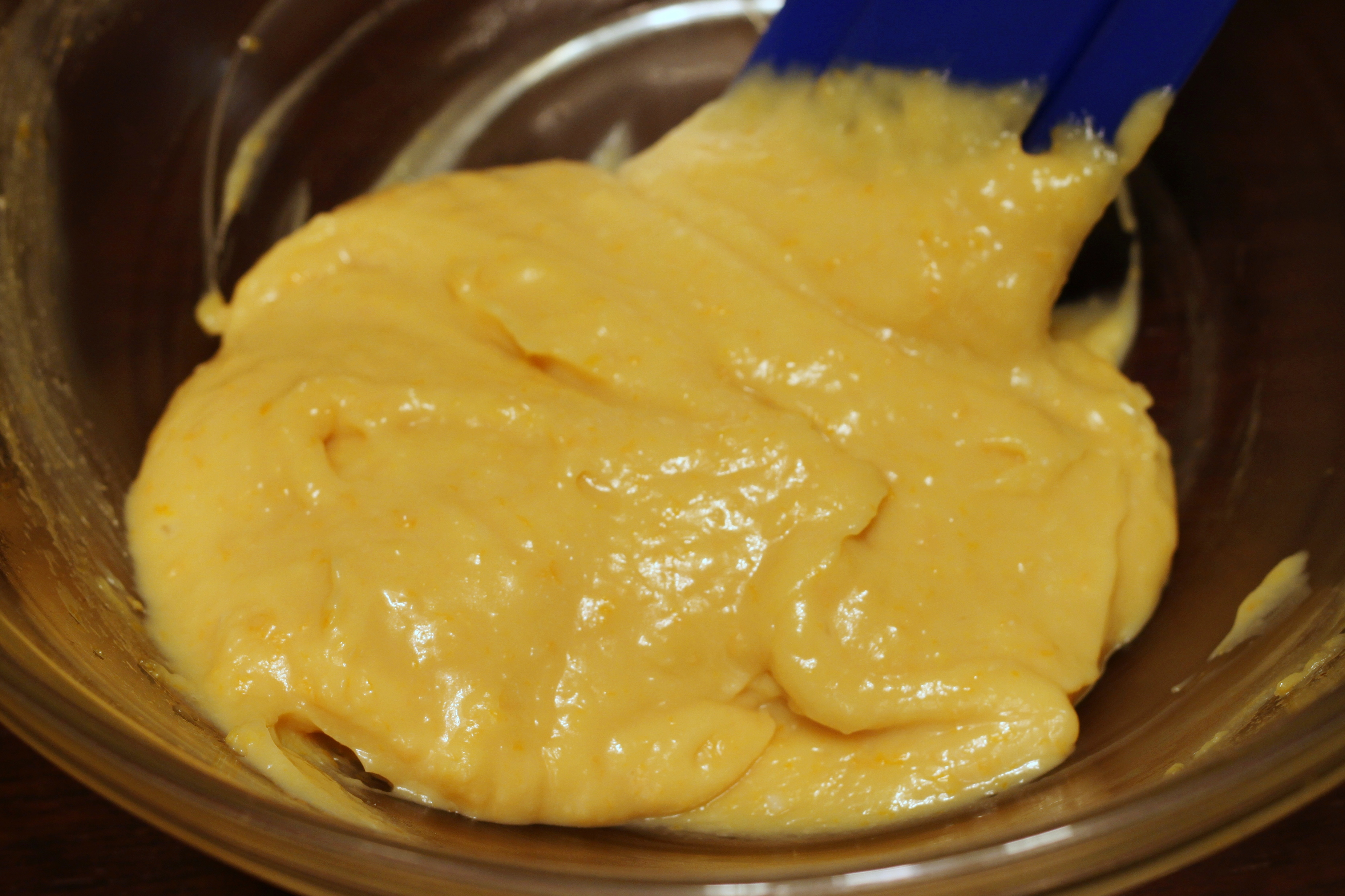
オレンジカード